# Stylianos Migiakis
Stylianos „Stelios“ Migiakis (griechisch Στυλιανός „Στέλιος“ Μηγιάκης, * 5. Mai 1952) ist ein ehemaliger griechischer Ringer und Olympiasieger 1980 im griechisch-römischen Stil im Federgewicht.

## Werdegang
Stylianos Migiakis wurde auf der Insel Kreta geboren. Er begann dort 1968 mit dem Ringen und entwickelte sich im Laufe der Jahre zu einem ausgezeichneten Ringer im griechisch-römischen Stil. Um schneller vorwärtszukommen, ging er nach Athen, wo er als Bankangestellter arbeitete.
1971 wurde Stylianos erstmals griechischer Meister im Federgewicht und im gleichen Jahr erstmals bei einer internationalen Meisterschaft, der Weltmeisterschaft in Sofia, eingesetzt. Dort musste Stylianos, der erst 19 Jahre alt war, noch gehöriges Lehrgeld bezahlen, denn er verlor vorzeitig beide Kämpfe, die er zu bestreiten hatte. Bei der Europameisterschaft 1972 in Kattowitz erzielte Stylianos aber schon drei Siege und erreichte einen guten 6. Platz. Bei den Olympischen Spielen 1972 in München gelangen Stylianos wiederum drei Siege, darunter einer über den sowjetischen Favoriten Dschemal Megrelischwili, womit er auf den 7. Platz kam.
In den folgenden sechs Jahren bis 1978 war Stylianos bei fast jeder Europa- und Weltmeisterschaft am Start. Es gelang ihm aber nie, eine Medaille zu erringen. Seine besten Platzierungen waren der 4. Platz bei der Weltmeisterschaft 1974 in Kattowitz, der 5. Platz bei der Weltmeisterschaft 1978 in Mexiko-Stadt und der 6. Platz bei der Europameisterschaft 1975 in Ludwigshafen am Rhein, jeweils im Federgewicht. Bei allen internationalen Meisterschaften dieser Jahre zeigte sich, dass Stylianos zwar gegen die Masse der Starter gut mithalten konnte, gegen die absoluten Spitzenkönner, die damals fast ausnahmslos aus den ehemaligen Ostblockstaaten kamen, keine Chance hatte. Georgi Markow aus Bulgarien, Kazimierz Lipień aus Polen, Nelson Dawidjan, Boris Kramarenko aus der UdSSR und László Réczi aus Ungarn seien hier beispielhaft genannt.
Im Jahre 1979 schaffte Stylianos aber dann doch noch, für manche überraschend, den Durchbruch. Bei der Europameisterschaft dieses Jahres in Bukarest unterlag er zwar in der 2. Runde erneut gegen den sowjetischen Ringer Boris Kramarenko, aber dank eines Freiloses und drei Siegen über hochklassige Gegner wie  den Türken Metin Eser, den Polen Kazimierz Lipień und den Ungarn István Tóth und die Tatsache, dass Kramarenko wiederum gegen Toth verlor, machten ihn zum Europameister.
Zum Höhepunkt der Laufbahn von Stylianos Migiakis sollten aber die Olympischen Spiele 1980 in Moskau werden. Er gewann u. a. wieder über Kazimierz Lipien, Boris Kramarenko und István Tóth und wurde trotz einer Doppelniederlage gegen Lars Malmkvist aus Schweden Olympiasieger.
Danach beendete Stylianos, der in seiner Laufbahn auch achtfacher griechischer Meister im Federgewicht war, seine Laufbahn als aktiver Ringer.

## Internationale Erfolge
(OS = Olympische Spiele, WM = Weltmeisterschaft, EM = Europameisterschaft, GR = griechisch-römischer Stil, Fe = Federgewicht, damals bis 62 kg Körpergewicht)
- 1971, 19. Platz, WM in Sofia, GR, Fe, nach Niederlagen gegen Ivan Kašpar, CSSR und Georgi Makrow, Bulgarien;
- 1972, 6. Platz, EM in Kattowitz, GR, Fe, mit Siegen über Poul Henriksson, Dänemark, Michel Ballery, Frankreich und Naim Pepa, Albanien und einer Niederlage gegen Ion Păun, Rumänien;
- 1972, 7. Platz, OS in München, GR, Fe, mit Siegen über Jakob Tanner, Schweiz, Mohamad Ebrahimi, Afghanistan und Dschemal Megrelischwili aus der UdSSR und Niederlagen gegen Kazimierz Lipień, Polen und Georgi Markow, Bulgarien;
- 1973, 13. Platz, WM in Teheran, GR, Fe, mit einem Unentschieden gegen Gary Alexander, USA und Niederlagen gegen Anatoli Kawkajew, UdSSR und Slawko Koletic, Jugoslawien;
- 1974, 7. Platz, EM in Madrid, GR, Fe, mit Siegen über Aleksandar Varga, Jugoslawien und Harry Van Laughedem, Belgien und Niederlagen gegen László Réczi, Ungarn und Roland Werner, DDR;
- 1974, 4. Platz, WM in Kattowitz, GR, Fe, mit Siegen über Helmut Westphal, BRD und Taruhiko Miyahara, Japan, einem Unentschieden gegen Pekka Hjelt, Finnland und einer Niederlage gegen Anatoli Kawkajew;
- 1975, 2. Platz, Mittelmeerspiele in Algier, GR, Mi, hinter Rocak, Türkei und vor Domenico Giuffrida, Italien;
- 1975, 6. Platz, EM in Ludwigshafen am Rhein, GR, Fe, mit Siegen über Kocak Erdogan, Türkei und Werner Schauder, BRD und Niederlagen gegen Stojan Lazarow, Bulgarien und László Réczi;
- 1975, 11. Platz, WM in Minsk, GR, Fe, nach Niederlagen gegen László Reczi und Georgi Markow;
- 1976, 8. Platz, EM in Leningrad, GR, Fe, mit Siegen über István Tóth, Ungarn und Georgi Markow und Niederlagen gegen Suren Nalbandjan, UdSSR und Kazimierz Lipień;
- 1976, 7. Platz, OS in Montreal, GR, Fe, mit Siegen über Mehmet Uysal, Türkei und Lars Malmkvist, Schweden und Niederlagen gegen Kazimierz Lipień und Nelson Dawidjan, UdSSR;
- 1977, 9. Platz, EM in Bursa, GR, Fe, nach Niederlagen gegen Lars Malmkvist und Nelson Dawidjan;
- 1977, 9. Platz, WM in Göteborg, GR, Fe, mit Siegen über Leonid Putischin, Israel und Michio Nishiyiro, Japan und einer Niederlage gegen Ilpo Seppelä, Finnland;
- 1978, 8. Platz, EM in Oslo, GR, Fe, mit einem Sieg über Smekal, CSSR und einer Niederlage gegen Kazimierz Lipien; im Kampf Migiakis gegen Ivan Frgić aus Jugoslawien wurden beide Ringer wegen Passivität disqualifiziert, womit sie ausschieden;
- 1978, 5. Platz, WM in Mexiko-Stadt, GR, Fe, mit Siegen über Tavoe Takashi, Japan, Domenico Giuffrida und Thomas Passarelli, BRD uö. Niederlage gegen Iwan Staikol, Bulgarien und Boris Kramarenko, UdSSR;
- 1979, 1. Platz, EM in Bukarest, GR, Fe, mit Siegen über Metin Esat, Türkei, Kazimierz Lipień und István Tóth und trotz einer Niederlage gegen Boris Kramarenko;
- 1979, 4. Platz, WM in San Diego, GR, Fe, mit Siegen über Morten Brekke, Norwegen, Douglas Kats, Kanada und Ivan Frgić, Jugoslawien. In den Kämpfen Migiakis gegen Kazimierz Lipień und Migiakis gegen Lars Malmkwist wurde jeweils Disqualifikationen wegen Passivität für alle Ringer ausgesprochen;
- 1980, 7. Platz, EM in Prievidza, GR, Fe, mit Siegen über Ivan Frgić, Lars Malmkvist und Michel Vejsada, CSSR und einer Niederlage gegen Ryszard Swierad, Polen;
- 1980, Goldmedaille, OS in Moskau, GR, Fe, mit Siegen über Kazimierz Lipień, Sunay Ghulam, Afghanistan, Boris Kramarenko und István Tóth; im Kampf Migiakis gegen Lars Malmkvist wurden beide Ringer wegen Passivität disqualifiziert